# 보르게시아나역
보르게시아나역(이탈리아어: Borghesiana)은 로마 지하철 C선의 역이다. 원래는 로마-피우기-알라트리-프로시노네 철도의 한 역으로 운영했다. 로마 시 피노키오 보르게시아나의 카실리나 로(Via Casilina)와 베르미시노 로(Via di Vermicino) 교차로에 위치해 있다.

## 역사
지하철 C선 재공사가 진행되던 2008년까지는 로마-판타노 선의 역으로 이용됐다. 2014년 11월 9일 C선이 개통되면서 동시에 볼로녜타역도 다시 문을 열었다.

## 역 시설
이 역에는 다음과 같은 시설이 있다.
- 매표기
- 화장실

## 환승
- 버스 정류장 (ATAC와 COTRAL 운영 노선)